# Perasia dimera
Perasia dimera är en fjärilsart som beskrevs av Dyar 1912. Perasia dimera ingår i släktet Perasia och familjen nattflyn. Inga underarter finns listade i Catalogue of Life.